# Silvana Stanco
Silvana Maria Stanco (Zúrich, Suiza, 6 de enero de 1993) es una deportista italiana que compite en tiro, en la modalidad de tiro al plato.
Participó en dos Juegos Olímpicos de Verano, obteniendo una medalla de plata en París 2024, en la prueba de foso, y el quinto lugar en Tokio 2020, en la misma prueba.
Ganó una medalla de bronce en el Campeonato Mundial de Tiro de 2018 y cuatro medallas en el Campeonato Europeo de Tiro entre los años 2016 y 2024. En los Juegos Europeos de Minsk 2019 consiguió una medalla de oro en la prueba de foso.

## Palmarés internacional
| Juegos Olímpicos   | Juegos Olímpicos         | Juegos Olímpicos  | Juegos Olímpicos |
| Año                | Lugar                    | Medalla           | Prueba           |
| ------------------ | ------------------------ | ----------------- | ---------------- |
| 2024               | París (Francia)          | Medalla de plata  | Foso             |
| Campeonato Mundial |                          |                   |                  |
| Año                | Lugar                    | Medalla           | Prueba           |
| 2018               | Changwon (Corea del Sur) | Medalla de bronce | Foso             |
| Juegos Europeos    |                          |                   |                  |
| Año                | Lugar                    | Medalla           | Prueba           |
| 2019               | Minsk (Bielorrusia)      | Medalla de oro    | Foso             |
| Campeonato Europeo |                          |                   |                  |
| Año                | Lugar                    | Medalla           | Prueba           |
| 2016               | Lonato (Italia)          | Medalla de plata  | Foso             |
| 2022               | Lárnaca (Chipre)         | Medalla de oro    | Foso             |
| 2023               | Osijek (Croacia)         | Medalla de plata  | Foso             |
| 2024               | Lonato (Italia)          | Medalla de oro    | Foso mixto       |